# Mitsubishi A6M Zero
Mitsubishi A6M Zero je zrakoplov japanskog proizvođača zrakoplova "Mitsubishi Heavy Industries" kojeg je tijekom drugog svjetskog rata koristila Japanska carska mornarica. Mitsubishi A6M Zero je lovački zrakoplov dugog doleta, koji se smatra jednim od najboljih lovačkih zrakoplova s mogućnošću polijetanja s nosača zrakoplova. Tijekom drugog svjetskog rata saveznički vojnici nadjenuli su ovom modelu nadimak Zero što se zadržalo kao opće poznati naziv zrakoplova.
U prvim vojnim operacija drugog svjetskog rata Zero je stekao odličnu reputaciju u zračnim borbama s neprijateljskim zrakoplovima, a omjer pobjeda je bio čak 12 naprema 1 u njegovu korist. Do sredine 1942. upotrebom novih taktika i novih modela saveznici su izjednačili omjer. Tijekom 1943. zbog zastarjelog dizajna i nedostatka razvoja modernijih motora lovci Zero su počeli zaostajati za saveznicima. Do 1944. zrakoplovi Mitsubishi A6M Zero potpuno su zastarjeli, ali kako nije dolazilo do proizvodnje i razvoja većeg broja novih modela, Zero je ostao u uporabi do kraja rata. Pred sam kraj rata Zero je služio kao zrakoplov pilotima samoubojicama, poznatim kamikazama. 

## Razvoj
Godine 1937. kada je zrakoplov Mitsubishi A5M ušao u službu, Japanska carska mornarice je poslala tvrtkama "Nakajima" i "Mitsubishi" specifikacije za model novog zrakoplova za nosače aviona. Poučena iskustvima iz Kine, mornarice je zahtijevala bolji zrakoplov. Tvrtka "Nakajima" smatrala je zahtjeve neostvarivima te se povukla iz natječaja. Glavni dizajner tvrtke "Mitsubishi", Jiro Horikoshi, smatrao je takav zrakoplovim mogućim ako se uštedi na težini zrakoplova. Zrakoplov je izgrađen na tajnoj aluminijskoj leguri "Extra Super Duralumin" koju je 1936. razvila tvrtka "Sumitomo Metal Industries". Oko pilota, motora i ostalih kritičnih točaka zrakoplova nije bilo oklopa. To je povećalo okretljivost i dolet zrakoplova.
Naziv Zero potječe od oznake mornarice "Tip O mornarički lovac". Brojka "0" potječe od carske godine 2600 (1940.), godine kada je zrakoplov ušao u službu. Japanski piloti neslužbeno su zrakoplov nazivali Rei-sen i Zero-sen. Sen je prvi slog japanske riječi sentōki, japanska riječ za lovački zrakoplov.
Oznaka A6M označava: "A" lovac za nosač zrakoplova, "6" označava redni broj takvog tipa zrakoplova (šesti za Carsku mornaricu), a "M" proizvođača (Mitsubishi).